# Land art
Land art ('jordkunst' ; 'stedsbestemt kunst') er en kunstform hvor naturen spiller en central rolle, enten i selve kunsten eller som kulisse.
Den opstod i USA i slutningen af 1960'erne og begyndelsen af 1970'erne og befinder sig genremæssigt mellem skulptur og landskabsarkitektur.
Det er ofte ikke meningen af projekterne skal vedligeholdes, men netop udsættes for vind og vejr.
I Danmark findes et projekt fra 1988 Krakamarken sydøst for Randers ved Brusgaard, en proprietærgård som siden 2000 huser Den Skandinaviske Designhøjskole. Krakamarken var en offentlig skulpturpark.
Fra 2004 er en rundkørsel i Jammerbugt Kommune udsmykket med en skulptur i et grønt bølgende landskab af Kurt Tegtmeier.
- Spiral Jetty af Robert Smithson fra 1970 ved Great Salt Lake, Utah
En ca. 450x4½m spiral rager ud i søen
41°26′16″N 112°40′08″V / 41.437778°N 112.668889°V